# بیورن لیند
بیورن لیند (انگلیسی: Björn Lind؛ زادهٔ ۲۲ مارس ۱۹۷۸) اسکی‌باز صحرانوردی اهل سوئد بود.